# Doe Sackie Teah
Doe Sackie Teah (* 12. August 1988 in Monrovia) ist ein momentan vereinsloser liberianisch-indonesischer Fußballspieler.

## Verein
Doe Sackie Teah erlernte das Fußballspielen in der Jugendmannschaft von Invincible Eleven in Monrovia, der Hauptstadt des westafrikanischen Staates Liberia. Von 2006 bis 2009 stand er bei den LPRC Oilers Monrovia unter Vertrag. 2010 ging er nach Indonesien. Hier spielte er bis 2015 für den Deltras FC, Persebaya Surabaya, PS Barito Putera, Persibo Bojonegoro und PS Bangka. Mitte 2015 zog es ihn nach Myanmar. Hier unterschrieb er einen Vertrag bei Chin United. Der Verein aus dem Chin-Staat spielte in der ersten Liga des Landes, der Myanmar National League. Die Saison 2018 spielte er beim Ligakonkurrenten Zwekapin United in Hpa-an. Für Zwekapin absolvierte er 17 Erstligaspiele. Die erste Jahreshälfte 2019 stand er wieder bei Chin United unter Vertrag. Ende Mai 2019 ging er wieder nach Indonesien. Hier schloss er sich vier Monate Madura United an. Der Verein aus Pamekasan spielte in der ersten Liga, der Liga 1. Im September wechselte er zum Ligakonkurrenten PS Barito Putera nach Banjarmasin. Im Februar 2020 verpflichtete ihn der Erstligist Persik Kediri aus Kediri. Zuletzt spielte er in der Saison 2022 eine Ligapartie für den Zweitligisten Gresik United.

## Nationalmannschaft
Von März bis Oktober 2005 absolvierte der damals 17-jährige offensive Mittelfeldspieler vier Partien für die liberianische A-Nationalmannschaft während der
2. Qualifikationsrunde zur Weltmeisterschaft in Deutschland.